# Сатурн (премія, 2008)
34-а церемонія вручення нагород премії «Сатурн» за заслуги в царині кінофантастики, зокрема в галузі наукової фантастики, фентезі та жахів за 2007 рік, яка відбулася 24 червня 2008 року.

## Лауреати і номінанти
Нижче наведено повний список номінантів та переможців. Переможці виділені жирним шрифтом.

### Фільми
| Найкращий актор | Найкраща акторка |
| --- | --- |
| - Вілл Сміт — за роль Роберта Невілла у фільмі Я — легенда - Джон К'юсак — за роль Майка Енсліна у фільмі 1408 - Джерард Батлер — за роль царя Леоніда у фільмі 300 спартанців - Вігго Мортенсен — за роль Ніколая Лужина у фільмі Східні обіцянки - Джонні Депп — за роль Бенджаміна Баркера / Свінні Тодда у фільмі Свіні Тодд - Деніел Дей-Льюїс — за роль Деніела Плейнв'ю у фільмі Нафта                                                             | - Емі Адамс — за роль Жизель у фільмі Зачарована - Ешлі Джад — за роль Агнес Вайт у фільмі Глюки - Наомі Воттс — за роль Анни у фільмі Порок на експорт - Белен Руеда — за роль Лаури у фільмі Притулок - Гелена Бонем Картер — за роль місіс Ловетт у фільмі Свіні Тодд, демон-перукар з Фліт-стріт - Каріс ван Гаутен — за роль Рахіль Штайн / Елліс де Фріс у фільмі Чорна книга |
| Найкращий актор другого плану | Найкраща акторка другого плану |
| - Хав'єр Бардем — за роль Антона Чегура у фільмі Старим тут не місце - Бен Фостер — за роль Чарлі Принца у фільмі Потяг до Юми - Джеймс Франко — за роль Гарі Озборна / Новий Гоблін у фільмі Людина-павук 3 - Джастін Лонг — за роль Метью Фаррела у фільмі Міцний горішок 4.0 - Алан Рікман — за роль судді Терпіна у фільмі Свіні Тодд - Девід Венгем — за роль Ділоса у фільмі 300 спартанців                                                         | - Марсія Гей Гарден — за роль місіс Кармоді у фільмі Імла - Ліна Гіді — за роль цариці Горго у фільмі 300 спартанців - Ліззі Каплан — за роль Марлени Даймонд у фільмі Монстро - Роуз Макгавен — за роль Черрі Дарлінг у фільмі Грайндхаус - Імелда Стонтон — за роль Долорес Амбридж у фільмі Гаррі Поттер і Орден Фенікса - Мішель Пфайффер — за роль Ламії у фільмі Зоряний пил |
| Найкращий молодий актор чи акторка | Найкращий сценарій |
| - Фреді Гаймор — за роль Евана Тейлора /Августа Раша у фільмі Август Раш - Алекс Ітел — за роль Ангуса МакМорроу у фільмі Водяний кінь: Легенда глибин - Джошуа Гатчерсон — за роль Джессі Аронза у фільмі Міст у Терабітію - Деніел Редкліфф — за роль Гаррі Поттера у фільмі Гаррі Поттер та Орден Фенікса - Дакота Блю Річардс — за роль Ліри Белаква у фільмі Золотий компас - Ріаннон Лі Райн — за роль Емми Вайлдер у фільмі Остання Мімзі всесвіту | - Бред Берд — Рататуй - Джоел та Ітан Коен — Старим тут не місце - Ніл Ґейман та Роджер Евері — Беовульф - Майкл Голденберг — Гаррі Поттер та Орден Фенікса - Джон Логан — Свіні Тодд - Зак Снайдер, Курт Джонстад, Майкл Гордон — 300 спартанців |
| Найкращий режисер | Найкращий костюм |
| - Зак Снайдер — 300 спартанців - Сем Реймі — Людина-павук 3 - Тім Бертон — Свіні Тодд - Френк Дарабонт — Імла - Девід Єйтс — Гаррі Поттер та Орден Фенікса - Пол Грінграсс — Ультиматум Борна | - Коллін Етвуд — Свіні Тодд - Джені Теміме — Гаррі Поттер та Орден Фенікса - Майкл Вілкінсон — 300 спартанців - Семмі Шелдон — Зоряний пил - Пенні Роуз — Пірати Карибського моря: На краю світу - Рут Майерс — Золотий компас |
| Найкращий грим | Найкращі спецефекти |
| - Ве Ніл та Мартін Семюел — Пірати Карибського моря: На краю світу - Шон Сміт, Марк Раппапорт та Скотт Вілер — 300 спартанців - Пітер Оуен та Івана Пріморак — Свіні Тодд - Давіна Ламонт та Джино Асеведо — 30 днів ночі - Нік Дадман та Аманда Найт — Гаррі Поттер та Орден Фенікса - Говард Бергер, Грег Нікотеро та Джейк Гарбер — Грайндхаус | - Скотт Фаррар, Скотт Бенза, Рассел Ерл та Джон Фрейзер — Трансформери - Джон Нолл, Хел Т. Хікель, Чарльз Гібсон та Джон Фрейзер — Пірати Карибського моря: На краю світу - Тім Берк, Джон Річардсон, Пол Дж. Франклін та Грег Батлер — Гаррі Поттер та Орден Фенікса - Майкл Л. Фінк, Білл Вестенхофер, Бен Морріс та Тревор Вуд — Золотий компас - Кріс Уоттс, Грант Фрекельтон, Дерек Вентворт та Деніел Ледюк — 300 спартанців - Скотт Стокдик, Пітер Нофз, Спенсер Кук та Джон Фрейзер — Людина-павук 3 |
| Найкраща музика | Найкращий науково-фантастичний фільм |
| - Алан Менкен — Зачарована - Джон Павелл — Ультиматум Борна - Ніколас Гупер — Гаррі Поттер та Орден Фенікса - Тайлер Бейтс — 300 спартанців - Марк Мансіна — Август Раш - Джонні Грінвуд — Нафта | - Монстро - Фантастична Четвірка 2: Вторгнення Срібного серфера - Я — легенда - Остання Мімзі всесвіту - Пекло - Трансформери |
| Найкращий пригодницький фільм, бойовик чи трилер | Найкращий фентезійний фільм |
| - 300 спартанців - Потяг до Юми - Ультиматум Борна - Міцний горішок 4.0 - Старим тут не місце - Нафта - Зодіак | - Зачарована - Золотий компас - Гаррі Поттер і Орден Фенікса - Людина-павук 3 - Зоряний пил - Пірати Карибського моря: На краю Світу |
| Найкращий фільм жахів | Найкращий анімаційний фільм |
| - Свіні Тодд - 1408 - 30 днів ночі - Примарний вершник - Грайндхаус - Імла | - Рататуй - Беовульф - Секрет Робінсонів - Шрек Третій - Сімпсони у кіно - Тримай хвилю! |
| Найкращий фільм іноземною мовою | |
| - Східні обіцянки - Чорна книга - Денна Варта - Привид Гойї - Притулок - Слідчий | |

### Телебачення
| Найкращий телесеріал | Найкращий телесеріал, зроблений для кабельного телебачення |
| --- | --- |
| - Загублені (ABC) - Мандрівник (NBC) - Герої (NBC) - Надприродне (The CW) - Живий за викликом (ABC) - Термінатор: Хроніки Сари Коннор (Fox) - Компанія (TNT) | - Декстер (Showtime) - Шукачка (TNT) - Зоряна брама: SG-1 (Syfy) - Зоряний крейсер «Галактика» (Syfy) - Врятувати Грейс (TNT) - Кайл XY (Freeform) |
| Найкращий телеактор | Найкраща телеакторка |
| - Метью Фокс — Загублені (ABC) за роль Джека Шепарда - Лі Пейс — Живий за викликом (ABC) за роль Неда - Кевін МакКід — Мандрівник (NBC) за роль Дена Вассера - Майкл Голл — Декстер (Showtime) за роль Декстера Моргана - Метт Даллас — Кайл XY (ABC Family) за роль Кайла Трегера - Едвард Джеймс Олмос — Зоряний крейсер «Галактика» (SyFy) за роль Вільяма Адама | - Дженніфер Лав Г'юїтт — Та, що говорить з привидами (CBS) за роль Мелінди Гордон - Анна Фріл — Живий за викликом (ABC) за роль Чака / Шарлотти Чарльз - Еванджелін Ліллі — Загублені (ABC) за роль Кейт Остін - Ліна Гіді — Термінатор: Хроніки Сари Коннор (Fox) за роль Сари Коннор - Голлі Гантер — Врятувати Грейс (TNT) за роль Грейс Ханадарко - Кіра Седжвік — Шукачка (TNT) за роль Бренди Лі Джонсон |
| Найкращий телеактор другого плану | Найкраща телеакторка другого плану |
| - Майкл Емерсон — Загублені (ABC) за роль Бена Лайнуса - Террі О'Квінн — Загублені (ABC) за роль Джона Лока - Грег Грюнберг — Герої (NBC) за роль Метта Паркмена - Джош Голловей — Загублені (ABC) за роль Сойєра - Масі Ока — Герої (NBC) за роль Хіро Накамура - Ерік Кінг – Декстер (Showtime) за роль Джеймса Доакса                                            | - Елізабет Мітчелл — Загублені (ABC) за роль Джулієт Берк - Саммер Глау — Термінатор: Хроніки Сари Коннор (Fox) за роль Камерон - Дженніфер Карпентер — Декстер (Showtime) за роль Дебри Морган - Джейме Мюррей — Декстер (Showtime) за роль Ліли Турне - Джеймі Александер — Кайл XY (Freeform) за роль Джессі - Гейден Панеттьєр — Герої (NBC) за роль Клер Беннет                                           |
| Найкраща телевізійна презентація | Найкращий міжнародний серіал |
| - Сім'янин: Блакитний урожай (Fox) - Шрек: Різдво (ABC) - Магістри наукової фантастики (ABC) - Впав (Freeform) - Зачароване королівство (SyFy) - Зоряний крейсер Галактика: Бритва (SyFy) - Компанія (TNT) | - Доктор Хто (BBC) - Життя на Марсі (BBC) - Робін Гуд (BBC) - Мис Гнів (Channel 4) - Джекіл (BBC) - Торчвуд (BBC) |

### Домашня колекція
| Найкращий DVD або Blu-ray фільм | Найкращий DVD класичний фільм |
| --- | --- |
| - Кабінет доктора Калігарі - Людина з планети Земля - Білий шум 2: Сяйво - Дрифтвуд - Дев'ятки - За маскою: Повстання Леслі Вернона | - Загін монстрів - Генерал відьом - Флеш Гордон - Без обличчя - Темний кристал - Алігатор |
| Найкращий DVD або Blu-ray спецвипуск | Найкращий телевізійний DVD-реліз |
| - Той, що біжить по лезу (Колекціонне видання з 5 дисків) - Великий (Розширене видання) - Троя (Режисерська версія – остаточне колекційне видання) - Доказ смерті (Розширений і без рейтингу) - Лабіринт Фавна (Серія Платинум) - Близькі контакти третього ступеня (Blu-ray видання до 30-ї річниці) | - Герої (1 сезон) - Планета Земля (Повна серія BBC) - Загублені (3 сезон) - Привиди (Томи 4 і 5) - Еврика (1 сезон) - Афера (2 і 3 сезони) |
| Найкраща колекція DVD фільмів | Найкращий ретро-серіал на DVD |
| - Маріо Бава Колекція - Вінсент Прайс Колекція екранних легенд MGM - Сонні Тіба Колекція - Ґодзілла Колекція - Серджо Леоне Антологія - Стенлі Кубрик Режисерська версія для домашнього відео | - Твін Пікс (Золота Коробка Остаточне видання) - Земля гігантів (Повна серія) - Хроніки молодого Індіани Джонса (Том 1: Ранні роки) - Дикий Дикий Захід (2 і 3 сезони) - Місія нездійсненна (2 і 3 сезони) - Чудові виступи («Граф Дракула» - Повний міні-серіал BBC) |

### Особливі нагороди
| Нагорода                                                       | Лауреати                         |
| -------------------------------------------------------------- | -------------------------------- |
| Спеціальна нагорода (The Special Achievement Award)            | • Тім Лукас та Донна Лукас       |
| Нагорода за кар’єру (Life Career Award)                        | • Роберт Халмі (Halcyon Studios) |
| Виставка кінорежисера (Filmmaker's Showcase Award)             | • Метт Рівз - Монстро            |
| Нагорода за заслуги (The Service Award)                        | • Фред Бартон                    |
| Меморіальна премія Джорджа Пала(The George Pal Memorial Award) | • Гільєрмо дель Торо             |